# Thérèse Schwartze

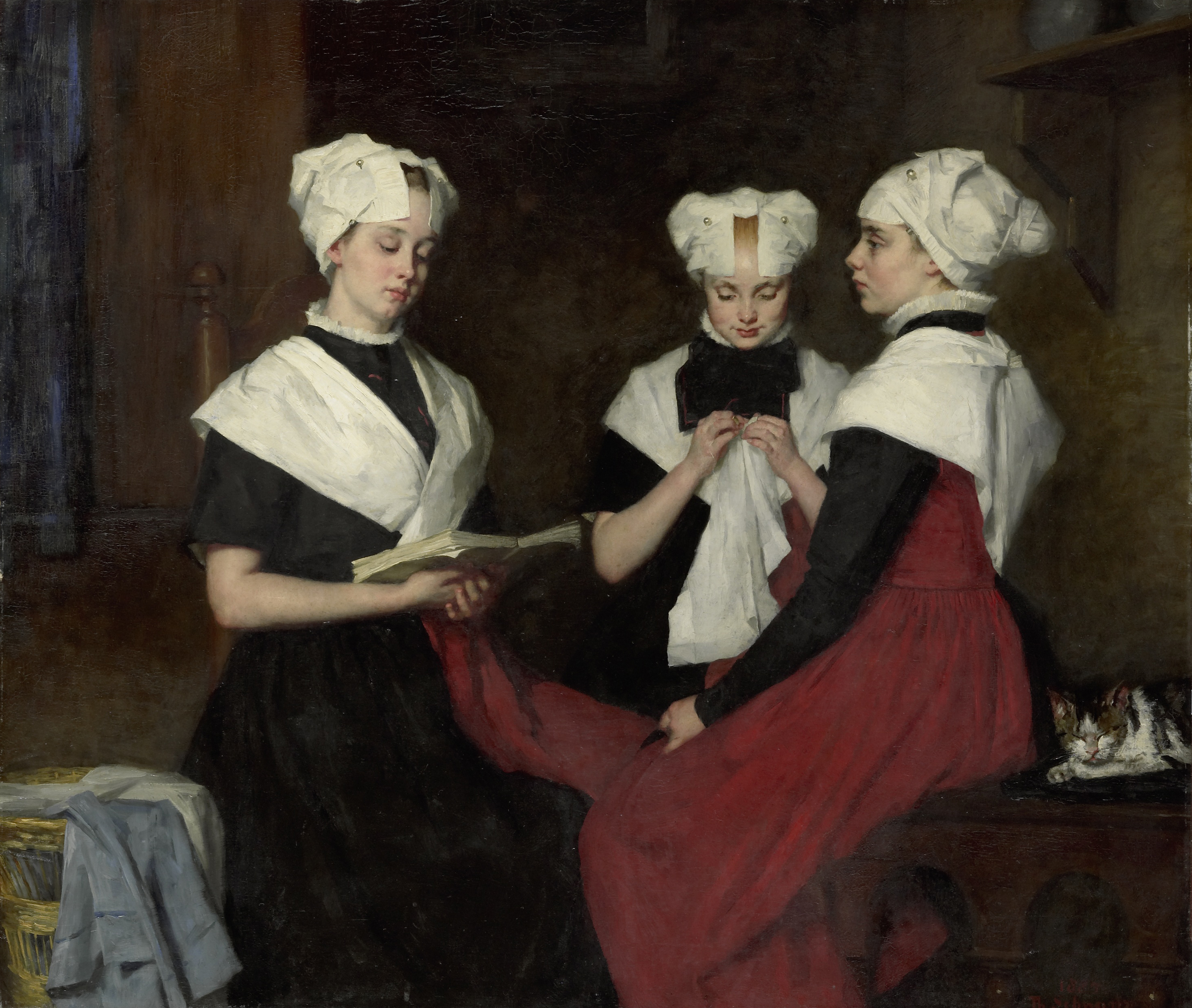
Trzy współlokatorki sierpocińca w Amsterdamie (1885)

Thérèse Schwartze (ur. 20 grudnia 1852 w Amsterdamie, zm. 23 grudnia 1918 tamże) – holenderska portrecistka.

## Życiorys
Thérèse była córką Johana Georga Schwartze, u którego rozpoczęła naukę malarstwa, następnie przez rok studiowała u Gabriela von Maxa i Franza von Lenbacha w Monachium. W 1879 wyjechała do Paryża w celu kontynuacji nauki pod kierunkiem Jean-Jacques'a Hennera.
Jest jedną z niewielu kobiet, które zaproszono do wystawiania swych prac w Galerii Uffizi we Florencji.

## Prace znajdujące się w Żydowskim Muzeum Historycznym
- Żydowski handlarz
- Portret Maksa de Vries van Buren
- Portret Abrahama Carela Wertheima
- Portret P. M. Wertheim-Wertheima

## Prace znajdujące się wRijksmuseum
- Portret Dr. J.L. Dusseau (1870)
- Młoda Włoszka z psem (1879)
- Portret Petera Mariusa Tuteina Noltheniusa (1879/1880)
- Portret Frederika Daniëla Otto Obreena (1883)
- Trzy współlokatorki sierpocińca w Amsterdamie (1885)
- Portret Dr. P.J.H. Cuypersa (1885)
- Portret Alidy Elisabeth Grevers (1889)
- Portret Pieta Jouberta (1890)
- Portret Paula Josepha Constantina Gabriëla (1899)
- Portret Amelii Elizy van Leeuwen (1900)
- Portret Lizzie Ansingh (1902)
- Portret Marii Catharine Josephine Jordan (1902)